# Миљан Дамјановић
Миљан Дамјановић (Призрен, 3. јануар 1984) српски је политичар. Члан је Српске радикалне странке. Између 2016. и 2020. био је народни посланик Скупштине Србије и кандидат своје странке за градоначелника Београда на изборима 2018.

## Биографија
Рођен је 3. јануара 1984. у Призрену, у тадашњој Социјалистичкој Републици Србији. Изјавио је да је с породицом био принуђен да напусти свој дом током рата на Косову и Метохији. Дипломирани је економиста и мастер инжењер организационих наука. Године 2003. придружио се Српској радикалној странци. Ожењен је и отац троје деце.